# Heterocyklisk förening

Tetrahydrofuran är ett exempel på en icke-aromatisk heterocyklisk förening.

Pyrimidin är ett exempel på en heteroaromatisk förening.

Heterocykliska föreningar är cykliska organiska föreningar som innehåller minst en heteroatom i ringskelettet. Heteroatomer är alla atomer som inte är kol eller väte. Vanliga heteroatomer är kväve, syre och svavel, men även andra grundämnen kan förekomma. De heterocykliska föreningarna kan vidare indelas i icke-aromatiska och aromatiska heterocykliska föreningar, även benämnda heteroaromatiska föreningar. Många gånger avses endast det senare när man talar om heterocykliska föreningar. 
Heterocykliska föreningar är mycket vanliga, ungefär hälften av alla kända organiska föreningar tillhör denna klass. De flesta läkemedel innehåller heterocykliska ringar.  Eftersom de heterocykliska föreningarna är en mycket stor grupp av föreningar, är det svårt att säga något generellt om deras fyskaliska och kemiska egenskaper.
Vid tillagning av kött kan det bildas cancerogena heterocykliska föreningar vid namn heterocykliska aminer, dessa kallas även mutagener. Halten av cancerframkallande heterocykliska aminer varierar med tillagningsättet som till exempel hur länge köttet stekt; därför är det farligt att "bränna vid" köttet.

## Exempel
- Furan, heteroatomen är syre
- Pyrrol, pyrrolin, pyrrolidin, heteroatomen är kväve
- Arsol, heteroatomen är arsenik
- Tiofen, heteroatomen är svavel